# Morte na fogueira

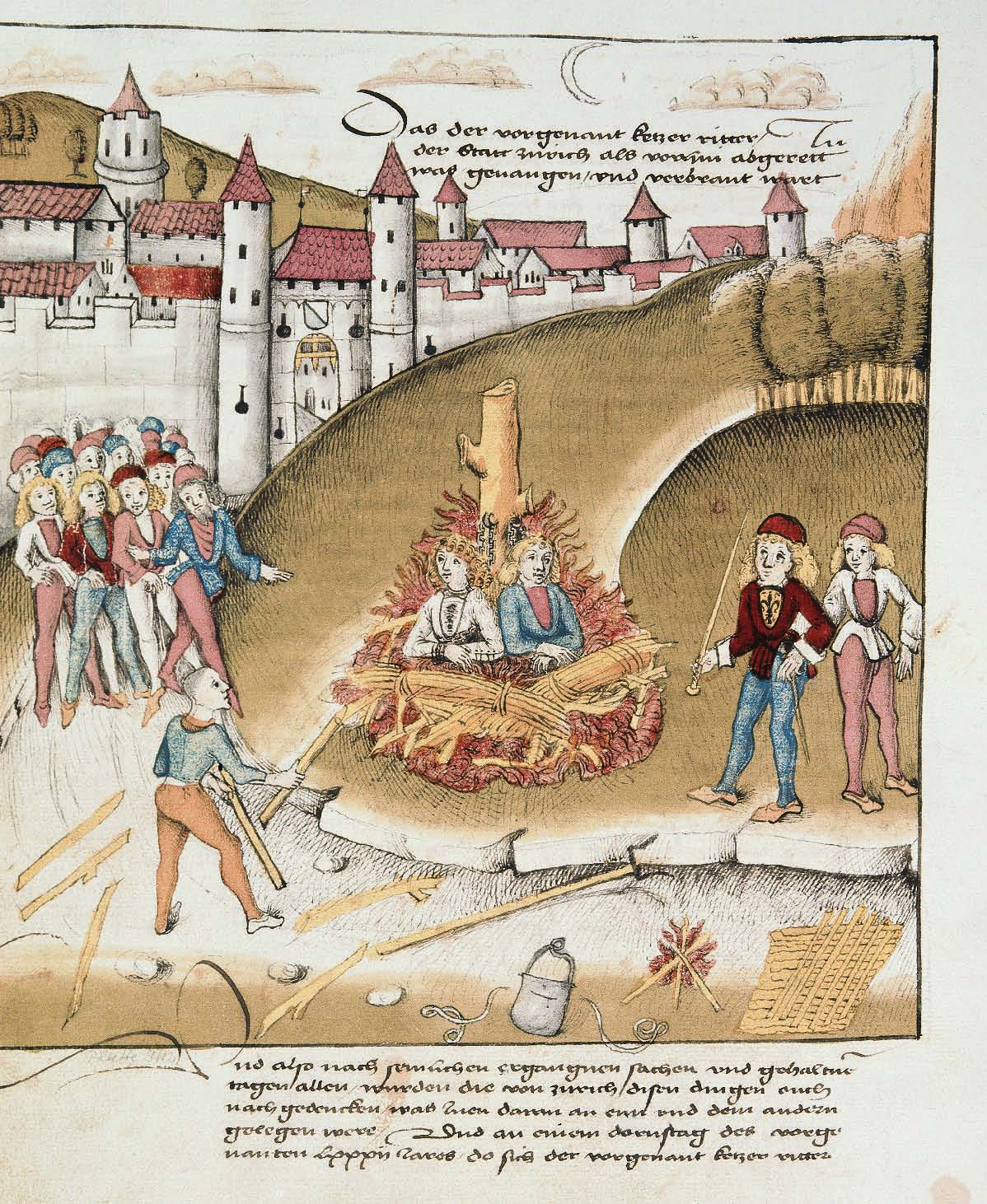
Queima do cavaleiro de Hohenberg com seu servo por sodomia; Grande Crônica da Borgonha

A morte por queima (português europeu) ou morte na fogueira (português brasileiro) é um método de execução, assassinato ou suicídio que envolve combustão ou exposição ao calor extremo. Tem uma longa história como forma de pena capital pública, e muitas sociedades a empregaram como punição e advertência contra crimes como traição, heresia e feitiçaria. A execução mais conhecida desse tipo é a queima na fogueira, onde o condenado é amarrado a uma grande estaca de madeira e um fogo aceso embaixo. Um holocausto é um sacrifício religioso de animais que é completamente consumido pelo fogo, também conhecido como holocausto. A palavra deriva do grego antigo holokaustos, a forma de sacrifício em que a vítima era reduzida a cinzas, distinta de um sacrifício de animal que resultava em uma refeição comunitária.

## Método de execução
A morte pelo fogo foi no Império Romano da Antiguidade Tardia uma forma difundida de pena de morte. No final da Idade Média e no início da Era Moderna, hereges impenitentes que foram considerados culpados de heresia e por isso condenados à morte eram usualmente executados na fogueira. O mesmo aconteceu durante a caça às bruxas no início da Era Moderna e ainda acontece hoje na caça às bruxas moderna no Nepal.

### Queima de cristãos na antiguidade romana
Já a Lei das Doze Tábuas (ca. 450 a.C.) previa para incêndio criminoso a queima do incendiário, sendo que esta regulamentação aparentemente se baseava num princípio de talião. Da república romana, entretanto, a aplicação não é conhecida, o que pode ser atribuído à situação das fontes. Embora evidências esporádicas para esta forma de punição já existam sob o imperador Tibério, ela foi provavelmente aplicada pela primeira vez em maior escala sob Nero na punição de cristãos que foram acusados de causar o grande incêndio de Roma em 64 d.C. A historiografia antiga atribui isso ao caráter cruel do imperador. No entanto, tratava-se provavelmente mais de uma aplicação consequente do direito vigente, mesmo que a participação real dos cristãos no incêndio seja pelo menos duvidosa. No período após Constantino, os militares romanos também podiam ser punidos com esta pena se se tornassem culpados de conspiração (coniuratio transfugae) com o inimigo.
Posteriores representações cristãs de mártires testemunham que a queima viva era aplicada independentemente do delito em processos contra cristãos. Na Antiguidade Tardia marcada por conflitos religiosos, o imperador não-cristão Diocleciano ameaçou a morte pelo fogo contra a comunidade religiosa sincrética dos maniqueístas. O imperador Teodósio I estabeleceu a corrente trinitária do cristianismo como religião do Estado. Agora ocorreu a repressão de outras crenças, como anteriormente os cristãos foram frequentemente perseguidos. Quando mais tarde até mesmo a pena de morte foi imposta contra cristãos de outras crenças, alguns tipos de morte foram excluídos desde o início: a crucificação em analogia à execução de Jesus, e por sua origem pagã uma execução no anfiteatro, como a Damnatio ad bestias ou a Damnatio ad ferrum. Da queima esperava-se um efeito purificador (ver: purgatório).

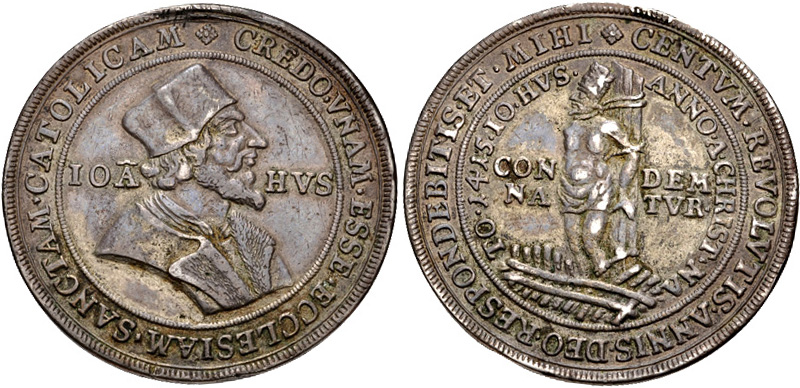
Hustaler em memória do reformador boêmio Jan Hus, que foi queimado em 1415 em Constança como "herege".

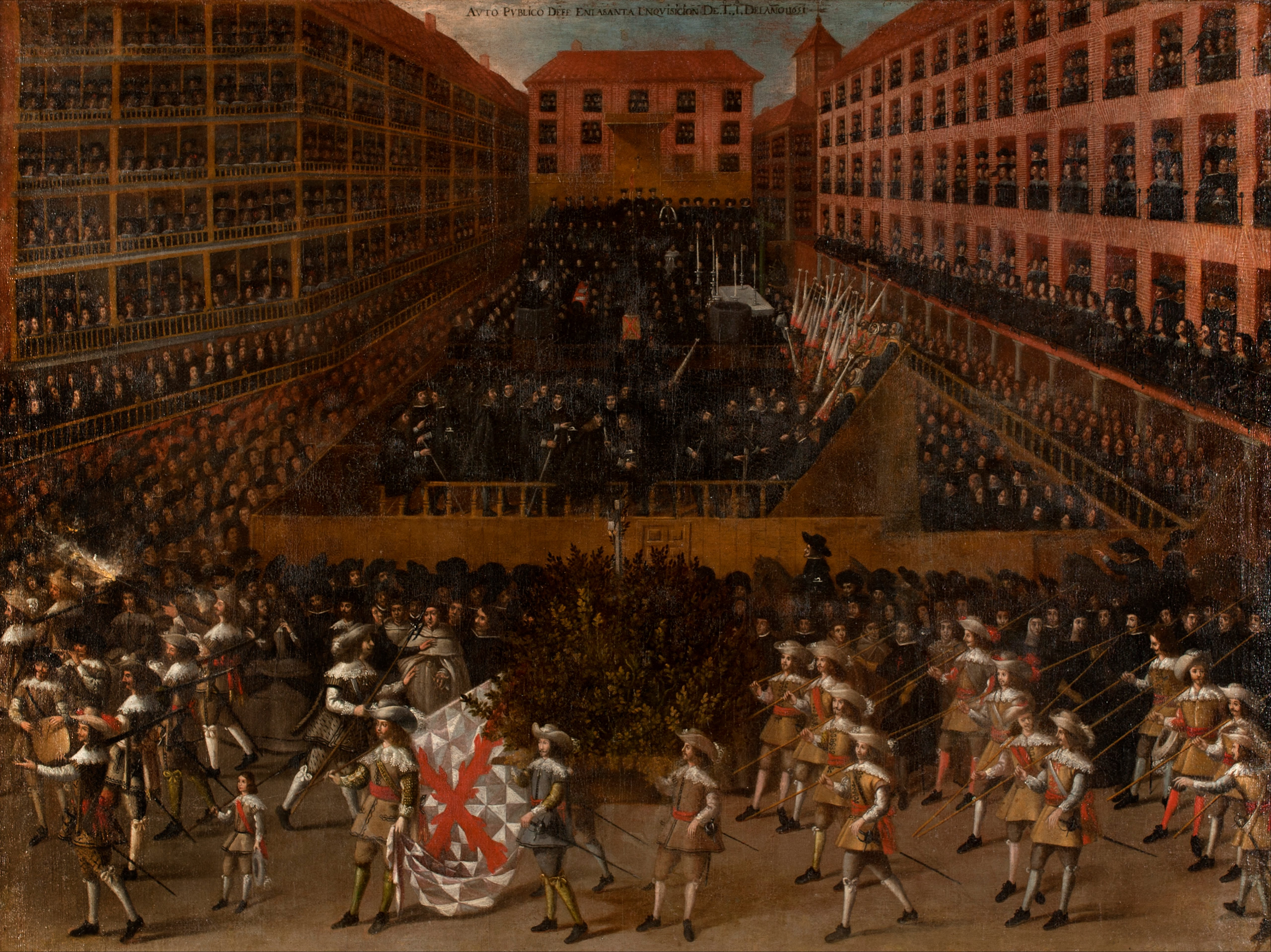
Auto de fé (pintura de 1653)

### Queima de hereges
"Por meio milênio foi costume: pessoas eram queimadas que eram consideradas perigosas pela liderança da Igreja." A primeira queima conhecida de hereges na Europa cristã da Idade Média ocorreu em 1022 em Orléans.
Isso ainda foi um caso isolado; mais tarde tal prática tornou-se regra. A "Lei Anti-herege" promulgada pelo imperador Frederico II em 1224 para a Lombardia previa a morte pelo fogo para casos graves de heresia. Em 1231, o papa Gregório IX adotou a lei para a área eclesiástica. No procedimento inquisitorial, hereges condenados à morte eram geralmente queimados publicamente na fogueira. A formulação para a pena de morte era geralmente que um herege condenado à morte deveria ser entregue ao "braço secular", já que a própria Igreja não podia executar penas de morte segundo o princípio ecclesia non sitit sanguinem.
O tribunal da fé da inquisição espanhola e portuguesa, denominado auto de fé no início da Era Moderna e celebrado solenemente como ato público, terminava com a queima dos condenados à morte pelo fogo na fogueira, frequentemente na presença de todos os dignitários eclesiásticos e seculares. Até onde se sabe, tais autos de fé ocorreram de 1481 a 1781 (ambos os eventos foram em Sevilha).

A partir de 1525, o "re-batismo" foi considerado crime grave. Na Suíça, na Áustria, na Alemanha e nos Países Baixos, muitos anabatistas foram mortos: homens queimados, mulheres afogadas.

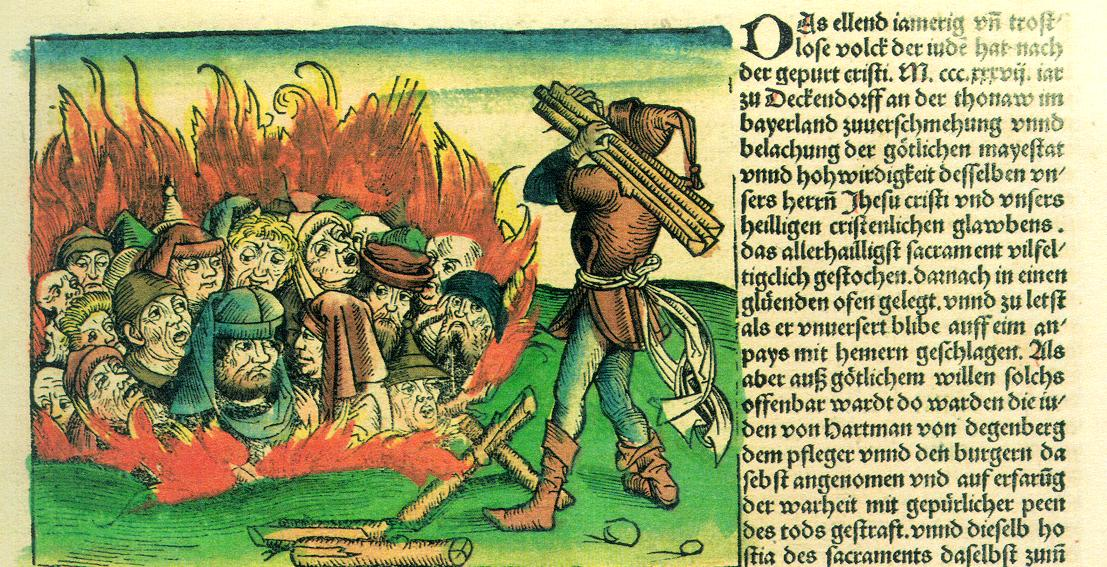
Queima de judeus de Deggendorf 1338 na crônica mundial de Hartmann Schedel (1493)

### Queima de criminosos e bruxas
A "Ordenação Criminal Imperial" do imperador Carlos V, (Constitutio Criminalis Carolina) de 1532 previa a queima como punição para feitiçaria (§ 109), falsificação de moedas (§ 111), "impureza contra a natureza" (§ 116), incêndio criminoso (§ 125) e roubo de uma custódia com hóstia consagrada (§ 172). Durante a caça às bruxas do início da Era Moderna, mulheres e homens que eram considerados culpados de bruxaria também eram queimados vivos.
Além do método de queimar o condenado vivo acorrentado ou amarrado ao poste de queima, havia também a possibilidade de estrangulá-lo previamente na fogueira. Isso era visto como um ato de misericórdia. Outras variantes consideradas misericordiosas consistiam no uso de madeira fresca e ainda úmida, de modo que o condenado sufocasse com a fumaça antes que seu corpo queimasse, ou amarrava-se um saquinho com pólvora em seu pescoço, que explodia assim que fosse alcançado pelas chamas.
Em 24 de abril de 1751, Anna Schnidenwind foi estrangulada em Endingen am Kaiserstuhl e queimada na fogueira, provavelmente numa das últimas execuções de uma suposta bruxa na Alemanha. A última sentença de morte por queima na Alemanha teria sido executada em 28 de maio de 1813 na Jungfernheide de Berlim, quando Johann Peter Horst e Friederike Luise Delitz foram executados como membros de uma quadrilha de incendiários assassinos.

### Vítimas conhecidas de execução

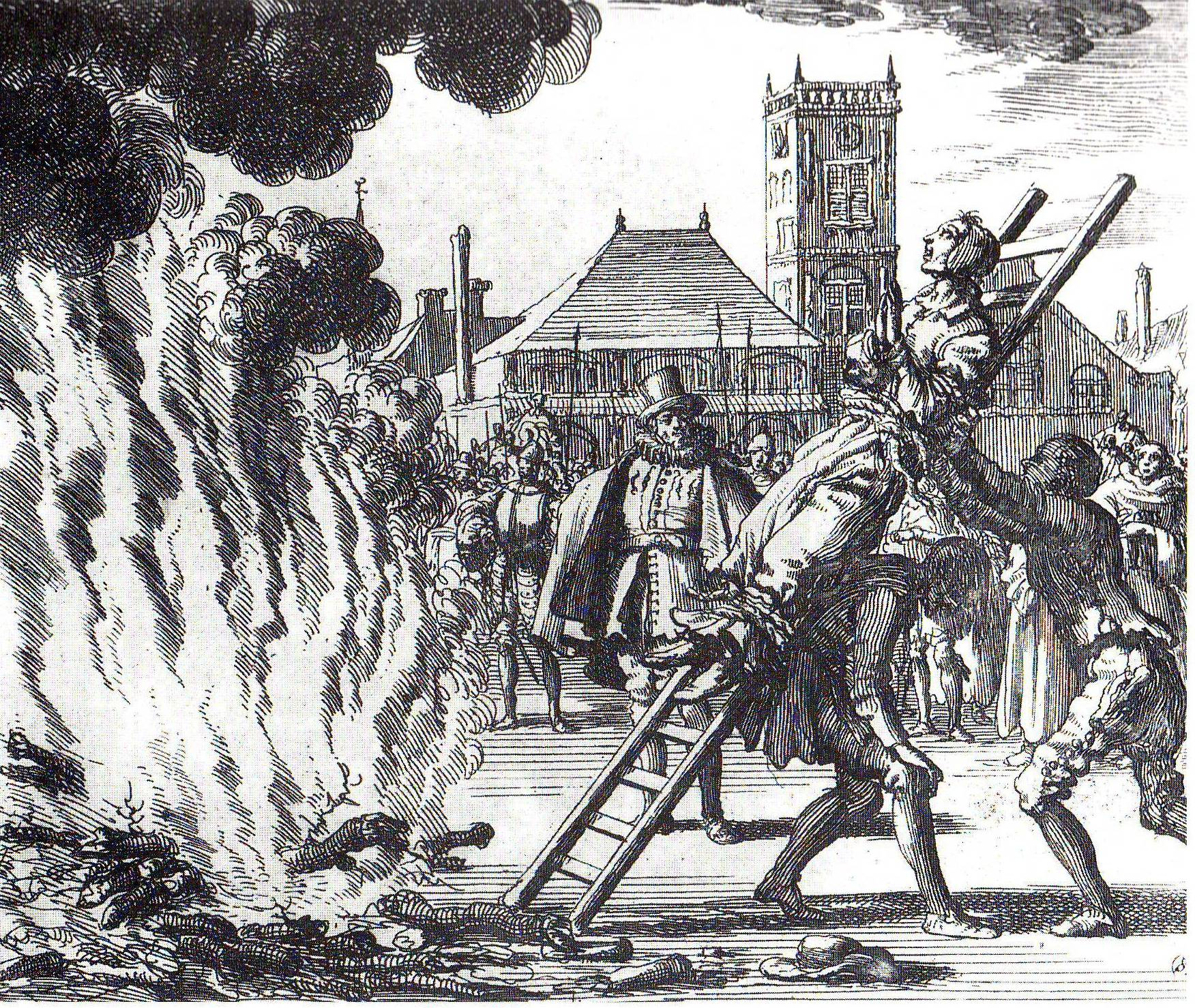
Execução pelo fogo de Anneken Hendriks em Amsterdã 1571

Entre as pessoas que morreram na fogueira estão também personalidades de destacada importância histórica, por exemplo Fra Dolcino (1307), Marguerite Porete (1310), Jacques de Molay (1314), Jan Hus (1415), Joana d'Arc (1431), Girolamo Savonarola (1498), Balthasar Hubmaier 1528, Jakob Hutter (1536), Thomas Cranmer (1556) e Giordano Bruno (1600).

### Representações modernas de postes de queima
Em Glauchau, na Saxônia ocidental, preservou-se do ano de 1875 um desenho colorido a lápis do então ainda existente local de execução de Glauchau. Ele mostra a coluna de queima (poste de queima) e um local de execução retangular murado de seis pés de altura nas imediações da coluna. A coluna de queima é representada como um tronco de árvore apontado no topo. Aqui foi provavelmente realizada em 1772 a última execução pública com a espada e subsequente queima do cadáver na fogueira. A coluna e o local de execução não se preservaram.

## Cremação
A cremação, era amplamente difundida – também na América. Na Europa e na Ásia ela é documentada desde o Neolítico, geralmente paralela ao sepultamento. Como os cristãos, assim como os judeus e muçulmanos, consideravam a cremação de mortos incompatível com a crença na ressurreição, o método caiu em desuso em áreas cristianizadas e islamizadas. No norte da Ásia a cremação de cadáveres ainda ocorre ocasionalmente, especialmente os buriatos queimam os corpos de xamãs com suas melhores roupas junto com facas e provisões em fogueiras. Na Índia hinduísta, as fogueiras são até hoje a forma tradicional de cremação. Até o século XXI, em casos individuais, viúvas eram queimadas junto com o cadáver de seus maridos numa queima de viúvas.

## Literatura
- (em alemão) Hermann Hitzig: Crematio. In: Realencyclopädie der classischen Altertumswissenschaft (RE). Vol. IV,2, Stuttgart 1901, Col. 1700–1702 (sobre a pena do fogo no Império Romano).
- Matthias Becker, Hans-Jürgen Döhle, Monika Hellmund, Rosemarie Leineweber, Renate Schafberg: Nach dem großen Brand. Verbrennung auf dem Scheiterhaufen – ein interdisziplinärer Ansatz. In: Bericht der Römisch-Germanischen Kommission. Band 86, 2005 (2006), S. 61–195, DOI:10.11588/berrgk.2005.1.99372 (Open Access).